# Barry (pies z Treblinki)
Barry, w niektórych źródłach występujący pod imieniem Bari – pies służący w niemieckich nazistowskich obozach zagłady w Sobiborze i Treblince. W pamięci ocalałych z Treblinki nierozerwalnie związany z osobą Kurta Franza; razem tworzyli tandem będący postrachem więźniów.

## Wygląd
Barry był mieszańcem z dominującymi cechami bernardyna. Miał umaszczenie białe z czarnymi plamami. Był psem o bardzo dużych rozmiarach, świadkowie wspominali, że wielkością przypominał cielaka. Według esesmana Ericha Bauera skacząc był w stanie powalić na ziemię dorosłego człowieka.

## Historia
Wiosną i latem 1942 roku był jednym z trzech psów służących w obozie zagłady w Sobiborze. Esesman Kurt Bolender twierdził, że dał się tam poznać jako bardzo agresywne zwierzę. Pewnego razu miał zaatakować samego Bolendera, a przebywając poza terenem obozu pogryźć polskiego cywila. Więcej informacji dostarczają relacje ocalałych Żydów. Wspominali oni, że Barry był postrachem obozu, gdyż esesmani – w szczególności Paul Groth i wspomniany Bolender – z upodobaniem szczuli nim więźniów. Niekiedy atak psa kończył się śmiercią ofiary.
Pod koniec sierpnia 1942 roku komendant Sobiboru, Franz Stangl, został przeniesiony na stanowisko komendanta obozu zagłady w Treblince. Prawdopodobnie zabrał wtedy ze sobą Barry’ego. W Treblince pies znalazł się pod opieką jego zastępcy Kurta Franza. Był on uznawany za najokrutniejszego członka obozowej załogi. Franz i Barry stworzyli tandem, który stał się postrachem więźniów. 
Barry jeszcze w Sobiborze został wyszkolony, aby na komendę „człowieku bierz psa” rzucać się na więźniów. Franz notorycznie szczuł nim upatrzone ofiary. Czasami wystarczyło jednak, iż tylko krzyknął na więźnia, by Barry rzucił się do ataku. Więźniowie byli przekonani, że psa specjalnie wyszkolono, aby gryzł w okolicach genitaliów. Fakt, iż szczególnie często atakował w okolicach pośladków i podbrzusza można jednak tłumaczyć również tym, że wzrostem sięgał dorosłemu człowiekowi do pasa. Ze względu na jego duże rozmiary atak często kończył się poważnym okaleczeniem, a w skrajnych wypadkach nawet śmiercią ofiary. Najbardziej zagrożeni byli wyczerpani więźniowie. Świadkowie wspominali, że Barry z łatwością powalał ich na ziemię i „rozszarpywał do granicy rozpoznawalności”. Nierzadko okaleczeni przez psa Żydzi byli zabijani na miejscu przez Franza lub wysyłani na egzekucję do „lazaretu”.

Pies, który był symbolem ofiarności. Pies, który słynie z tego, że ratuje ludzi w potrzebie. Pies z rasy świętego Bernarda. Pies, którego pamiętam jeszcze z rysunków z dziecięcych bajek, z uwieszoną butelką rumu służącą do ratowania zasypanych i zamarzniętych w śniegu. Ten szlachetny pies, tresowany umiejętnie przez swojego pana, stał się tutaj dziką bestią działającą na podobieństwo swojego właściciela i na jego rozkazy. Wyrywał pośladki więźniom, odgryzał genitalia. Rwał kawały mięsa z ludzkich ciał. Tym razem zarówno pan, jak i jego pies zabawiali się wspólnie skulonym w strachu więźniem. Pan bije i kopie, pies szarpie i gryzie. Jak podobna do siebie jest ta para – arcydzieła szatańskiej krwiożerczości.

Franz wykorzystywał również Barry’ego do tropienia i chwytania Żydów, którzy uciekli z transportów do Treblinki. Franciszek Ząbecki wspominał, że pewnego razu pies nie chciał uczynić krzywdy znalezionemu nieopodal torów kolejowych niemowlęciu, w konsekwencji czego esesman dotkliwie go pobił (ostatecznie dziecko zostało zabite przez samego Franza).
Barry przejawiał agresję jedynie w obecności swojego opiekuna. W czasie powojennego procesu aż jedenastu ocalałych więźniów zeznało, że gdy Franza nie było w pobliżu, pies pozwalał, by go głaskano, a nawet się z nim bawiono.
Po likwidacji obozu w listopadzie 1943 roku esesman Willi Mentz odwiózł Barry’ego do Ostrowi Mazowieckiej. Tam oddał go pod opiekę doktora Friedricha Struwego, komendanta miejscowego szpitala wojskowego. Pies spędzał większość czasu w gabinecie swojego nowego opiekuna, a wśród szpitalnego personelu zdobył sobie przydomek „wielki cielak”. W tym okresie nie przejawiał żadnych agresywnych zachowań. W 1944 roku Struwe oddał psa swojej zamieszkałej w Szlezwiku-Holsztynie żonie, później trafił on pod opiekę jego brata. W 1947 roku został uśmiercony z powodu podeszłego wieku i złego stanu zdrowia.

## Ekspertyza Konrada Lorenza
W latach 1964–1965 przed sądem krajowym w Düsseldorfie toczył się proces Kurta Franza i dziewięciu innych członków personelu Treblinki. Postać Barry’ego tak często przewijała się w zeznaniach ocalałych więźniów, że sąd postanowił powołać na świadka etologa Konrada Lorenza. Miał on wyjaśnić przyczynę, dla której łagodny w innych okolicznościach pies przejawiał w obozie tak dużą agresję.
W swojej ekspertyzie, której wnioski przytoczono później w wyroku sądowym, Lorenz ocenił, że Barry podobnie jak inne psy – zwłaszcza nierasowe – instynktownie dostosowywał się do osobowości i nastrojów swojego aktualnego opiekuna. Tym samym nie należało dopatrywać się sprzeczności w fakcie, iż był śmiertelnie niebezpiecznym zwierzęciem, gdy Franz szczuł go na swe ofiary, a jednocześnie łagodnym i nieszkodliwym w innych okolicznościach, w szczególności, gdy znalazł się pod opieką innej osoby.